# Ne partez pas sans moi
"Ne partez pas sans moi" (tiếng Anh: "Don't Leave Without Me") là bài hát của ca sĩ người Canada Celine Dion. Bài hát đại diện cho đoàn Thụy Sĩ tại Eurovision Song Contest năm 1888 và giành chiến thắng chung cuộc. Dion trình bày "Ne partez pas sans moi" trước 600 triệu khán giả tại cuộc thi. Bài hát phát hành làm đĩa đơn tại châu Âu vào tháng 5 năm 1988.

## Bối cảnh bài hát
Bài hát do nhạc sĩ Thổ Nhĩ Kỳ Atilla Şereftuğ và nhà soạn nhạc người Thụy Sĩ Nella Martinetti sáng tác. Bài hát giành chiến thắng với 137 điểm, đánh bại bài hát "Go" của Vương quốc Liên hiệp Anh với khoảng cách chỉ đúng 1 điểm. Đây là một trong những bài hát Eurovision nổi tiếng nhất, chủ yếu nhờ thành công sau này của Dion trên quốc tế. Dù bán ra 200.000 bản ở châu Âu chỉ trong 2 ngày và tổng cộng hơn 300.000 bản, đây lại là một trong những bài hát chiến thắng Eurovision có doanh số thấp nhất. Đây cũng là bài hát chiến thắng đầu tiên không thể phát hành ở Anh Quốc và Ireland.
"Ne partez pas sans moi" xuất hiện trong album The Best of Celine Dion (1988), phát hành tại châu Âu vào tháng 6. Bài hát mặt B tại Canada là "D'abord, c'est quoi l'amour." Bài hát cũng góp mặt trong album tiếng Pháp Incognito và On ne change pas của Dion. Một phiên bản tiếng Pháp của "Ne partez pas sans moi" mang tên "Hand in Hand".

## Định dạng và danh sách bài hát
Đĩa đơn European 7"
1. "Ne partez pas sans moi" – 3:07
2. "Ne partez pas sans moi" (instrumental) – 3:07

Đĩa đơn German 7"
1. "Hand in Hand" – 3:07
2. "Hand in Hand" (instrumental) – 3:07

## Xếp hạng
| Bảng xếp hạng (1988)              | Thứ hạng cao nhất |
| --------------------------------- | ----------------- |
| Belgium (Top 30 Flanders)         | 12                |
| Europe (European Hot 100 Singles) | 49                |
| France (SNEP)                     | 36                |
| Netherlands (Single Top 100)      | 42                |
| Switzerland (Schweizer Hitparade) | 11                |